# Amsoft
Amsoft è stata una società di pubblicazione del software controllata dalla Amstrad, costituita all'inizio del 1984 e assorbita dalla casa madre nel 1989.
Ha sviluppato software e servizi base per i computer della linea CPC e, dal 1986, della ZX Spectrum.

## Storia
Durante le fasi di sviluppo del CPC 464, il proprietario della Amstrad, Alan Michael Sugar, analizzò i prodotti dei concorrenti diretti e valutò come i migliori fossero dotati di un parco software adeguato. Al momento del suo lancio nel mercato britannico, il CPC 464 avrebbe avuto bisogno di una solida base software per poter battere la concorrenza, per cui nel febbraio 1984 si costituì un'apposita divisione. La società fu battezzata Amsoft e fu affidata a Roland Perry e William Poel, che già si occupavano dello sviluppo dello stesso CPC 464. Come primo obiettivo ebbe quello di pubblicare 50 giochi in occasione della commercializzazione del CPC nel Regno Unito; a tal fine Amsoft si affidò a sviluppatori esterni, proponendo di pubblicare i loro prodotti sotto la propria etichetta.
Amsoft funzionò come fornitore di software per i computer della società madre, in generale videogiochi e programmi per la produttività aziendale. In molti casi, alcuni prodotti venduti dalla Amsoft furono ottenuti in licenza concessa da terzi. In questo modo, molte aziende di programmazione informatica poterono entrare nel mercato dei CPC Amstrad senza dover sostenere i costi per la conversione dei propri software nella nuova piattaforma.
Per fidelizzare la clientela, in Gran Bretagna la Amsoft istituì gli Amstrad User Club e dall'agosto 1984 pubblicò anche un periodico: il CPC 464 User. Dopo il lancio del CPC 664, nel giugno 1985 il periodico fu ribattezzato Amstrad Computer User; nell'ottobre 1986, dopo 14 numeri, la pubblicazione fu ceduta alla Avralite Ltd.
La Amsoft smise progressivamente di vendere software in concomitanza con la crescita della disponibilità di quello sviluppato da terzi. Non essendoci più l'esigenza di avere una propria società dedicata, nel 1989 la Amsoft fu assorbita dalla casa madre.

## Videogiochi
Diversi titoli hanno per protagonista il personaggio di Roland, che prende il nome da Roland Perry, allora technical manager della Amsoft; Roland divenne una sorta di mascotte non ufficiale del CPC.
Elenco approssimativo dei giochi pubblicati:
- 3D Boxing
- 3D Grand Prix
- 3D Invaders
- 3D Stunt Rider
- Admiral Graf Spee
- Airwolf
- Alex Higgins World Pool
- Alex Higgins World Snooker
- Alien
- Alien Break-In
- American Football
- AmsGolf
- Animal, Plant, Mineral
- Assault On Port Stanley
- Astro Attack
- Atom Smasher
- Beach Head
- Beat The Clock (su Amstrad Computer User)
- Blagger
- Bomber (su Amstrad Computer User)
- Braxx Bluff
- Bridge It
- Bustout (clone di Breakout su Amstrad Computer User)
- Catastrophes
- Centre Court
- Classic Adventure
- Classic Racing
- Codename Mat
- Crazy Golf
- Cubit
- Cyrus II Chess
- Defend Or Die
- Detective (imitazione di Cluedo)
- Doors of Doom
- Doors of Doom +
- Dragon's Gold
- Electro Freddy
- Frank N Stein
- Friss Man
- Fruit Machine
- Fu-Kung In Las Vegas
- Gatecrasher
- Gems Of Stradus
- Glen Hoddle Soccer
- Golden Path
- Grand Prix Driver
- Hardball
- Harrier Attack
- Haunted Hedges
- House of Usher
- Hunchback
- Hunter Killer
- Jammin
- Jet-Boot Jack
- Kingdoms
- L'apprenti Sorcier
- Laserwarp
- Macrocosmica
- Manic Miner
- Map Rally
- Masterchess
- Mr. Wong's Loopy Laundry
- Mutant Monty
- Nuclear Defence
- Number Painter
- Oh Mummy
- Othello: The Game of Dramatic Reversals
- Overlord 2
- Punchy
- Qabbalah
- Raid!
- Rally II
- Robin
- Rock Hopper
- Roland Ahoy!
- Roland Goes Digging
- Roland Goes Square Bashing
- Roland in Space
- Roland in the Caves
- Roland in Time
- Roland on the Ropes
- Roland on the Run
- Satellite Warrior
- Seesaw
- Snooker
- Sorcery
- Sorcery+
- Space Hawks
- Spannerman
- Splat!
- Spy Hunter
- Star Commando
- Stockmarket
- Strangeloop Plus
- Subterranean Stryker
- Sultan's Maze
- Super Pipeline II
- Tank Commander
- Tapper
- Telly Tennis (clone Pong)
- The Fantastic Voyage
- The Galactic Plague
- The Game of Dragons
- The Key Factor
- The Prize
- The Scout Steps Out
- Tombstowne
- Traffic
- Tribble Trouble
- Wordhang (L'impiccato)
- Xanagrams

## Software di utilità
Elenco approssimativo del software non ludico pubblicato:
- Amdraw I (grafica)
- Amdraw II
- Amsbase (database)
- Amsoft Business Control (contabilità)
- Amstest (diagnostica)
- Amstrad Logo
- Bienvenue Chez Amsoft (tutorial)
- CP/M 2.2
- Cashbook Accounts (contabilità)
- Constelaciones (astronomia)
- DFM 464 (database)
- Daybase (ufficio)
- Decision Maker
- Der Schneider Computerkurs
- Easi-Amscalc (foglio di calcolo)
- Easi-Amscode (programmazione)
- El Cuerpo Humano - El Esqueleto
- Forth (programmazione)
- Grafik Hardcopy (grafica)
- Happy Letters (educativo)
- Happy Writing (educativo)
- Hisoft C Integrated Compiler-Editor (programmazione)
- Hisoft Pascal (programmazione)
- Home Accounts Manager / Contabilidad Domestica
- Home Budget
- Invostat
- Les Chiffres Magiques (educativo)
- Logiciel De Paie Mensualise
- Machine A Ecrire Electronique DMP2000 (videoscrittura)
- Mastercalc 464
- Masterfile II
- MicroFile
- MicroWord (videoscrittura)
- Micrograph Spreadsheet Graphics (foglio di calcolo)
- Micropen
- Microscript
- Microspread Spreadsheet (foglio di calcolo)
- Mona6128 Disassembler
- Physics Revision
- Pitman Typing Tutor
- Project Planner
- RS 232 C Interface
- Screen Designer (grafica)
- Shape and Sound (grafica, musica)
- Star Watcher (astronomia)
- Stock-Aid (magazzino)
- Supercalc 2
- Syclone 2 (copia)
- System X
- Teach Yourself Amstrad Basic - A Tutorial Guide Part 1 e 2
- The Complete Business Start-Up Kit
- Timeman One e Two (educativo)
- Transact
- Welcome To Amstrad CPC 664 e 6128
- World-Wise (geografia)
- Zedis II

Alcuni di questi titoli erano forniti sui dischi di sistema inclusi con i vari computer della linea CPC.